# جرجس شلحت
جرجس بن يوسف بن روفائيل شِلْحُت (1868 - 1928) رجل دين مسيحي وكاتب وشاعر سوري. ولد في حلب في عائلة سريانية حلبية ونشأ بها. تلقى علومه في مدرسة الرهبان الفرنسيسكان بحلب، ثم أكمل دراسته في عينطورة في لبنان. كان عضوًا في المجمع العلمي بدمشق. أنشأ في حلب مدرسة للسريان سماها، مدرسة الترقي وأصدر مجلة الورقاء عاشت ستة أشهر في 1910. قضى في مصر مدة الحرب العالمية الأولى وتوفي في مسقط رأسه. له كتب مطبوعة وأشعار ومقالات منشورة بمجلتي الضياء والمشرق.

## سيرته
ولد جرجس بن يوسف بن روفائيل شِلْحُت في حلب سنة 1868 وقيل 1856 ونشأ بها وفيها تلقي دروسه الأولى، في مدرسة الرهبان الفرنسيسكان، ثمّ أكملها في مدرسة عينطورة في لبنان، فتعلّم العربية والسريانية وأتقن الفرنسيّة. عاد إلى حلب وأنشأ فيها مدرسة سمّاها مدرسة الترقّي. أصدر مجلّة الورقاء في حلب فلم تتمّ العام. ارتحل إلى مصر أبّان الحرب العالمية الأولى وعاد بعد انتهائها. عُرف عنه سَعة معارفه وصدقه وأريحيّته وتوقّد ذهنه.
توفي في حلب في سنة 1928 وقيل 1938.

## شعره
هو «شاعر تقوده رسالته الكنسية، كما يستجيب لعلاقاته الاجتماعية، يجمع أسلوبه بين رصانة المأثور القديم ورشاقة الاستلهام الحديث، وهذا الأخير يقوده إلى كسر إطار الكهنوت بإشادات إنسانية فطرية، وهو في كل حالاته ملتزم بأصول العروض الخليلي.»

## مؤلفاته
- النجوى، في الصناعة والعلم والدين، نظمه شعرًا، صدر الجزء الأول منه في بيروت، 1903
- الكون والمعبد، أرجوزة، - بيروت المطبعة الكاثوليكية 1907
- الطراز المعلم في مدح البتول مريم
- نخبة من أمثال فنلون، تعريب لأمثال منظومة، للشاعر الفرنسي فنلون، حلب 1910
- الشكوى، أو محاورة الحكيم ومناجاة الأرواح، مطبعة رعمسيس - القاهرة 1915
- أطباق من ذهب من أمثال حلب
- لقاءات الحب الفريد
- لغة حلب السريانية،[12] في موقع archive.org

## وصلات خارجية
- في موقع أرشيف المجلات